# Surreal Software
Surreal Software — разработчик-студия компьютерных и видеоигр, основанная в 1995 году Аланом Пэтмором и его друзьями. Штаб-квартира находилась в Чикаго. С 2004 года принадлежала Midway Games. Наиболее известна по проектам серии Drakan и The Suffering.

## История компании
Surreal Software была образована в 1995 году как независимая студия по разработке компьютерных и видеоигр генеральным директором Аланом Пэтмором, техническим директором Стюартом Денманом, продюсером звукозаписи Ником Радовичем и арт-директором Майком Николсом. В то время они вместе учились в католической школе в городе Белвью, штат Вашингтон. После окончания университета они начали работать в офисе на холме королевы Анны в Сиэтле. Их первый контракт был заключён с создателями фильма „Humongous“ («Гуманоид»). В это время Денман создал официальный сайт их студии, на котором оставляли свои координаты начинающие программисты.
С 1996 года студия использовала в своих проектах движок Riot Engine.
Студия выпускала игры преимущественно в жанре Action-adventure. Игры производились для Xbox 360, PlayStation и PC. В 2008 году студия планировала издать экшен под названием This is Vegas, находившийся в разработке несколько лет, однако игра так и не была выпущена по причине банкротства компании Midway.
Акции компании были куплены студией Warner Brothers, в том числе и сама игра, но, так как на доработку игры требовалось 10 миллионов долларов, проект был закрыт, а сотрудники Surreal Software — сокращены.

## Разработанные игры
- 1999 — Drakan: Order of the Flame — PC
- 2002 — The Lord of the Rings: The Fellowship of the Ring — PC, PlayStation 2
- 2002 — Drakan: The Ancients' Gates — PlayStation 2
- 2004 — The Suffering — PlayStation 2, Xbox, PC
- 2005 — The Suffering: Ties That Bind — PlayStation 2, Xbox, PC
- отменена — The Lord of the Rings: The Treason of Isengard — PlayStation 2, Xbox
- отменена — This is Vegas — PlayStation 3, Xbox 360, PC